# Água Retorta
Água Retorta ist eine portugiesische Gemeinde (Freguesia) im Kreis Povoação. In ihr leben 429 Einwohner (Stand 19. April 2021).